# Sphaeripalpus auratus
Sphaeripalpus auratus är en stekelart som först beskrevs av William Harris Ashmead 1896.  Sphaeripalpus auratus ingår i släktet Sphaeripalpus och familjen puppglanssteklar. Inga underarter finns listade i Catalogue of Life.